# اندرس کونسا
اندرس کونسا، (به اسپانیایی: Andrés Conesa) (زاده ۲۸ اوت ۱۹۶۵) کارآفرین، اقتصاددان و مدیر ارشد اجرایی مکزیکی است، که در حال حاضر به‌عنوان مدیر عامل اجرایی شرکت آئرو مکزیکو فعالیت می‌کند.